# 휴스 에어웨스트

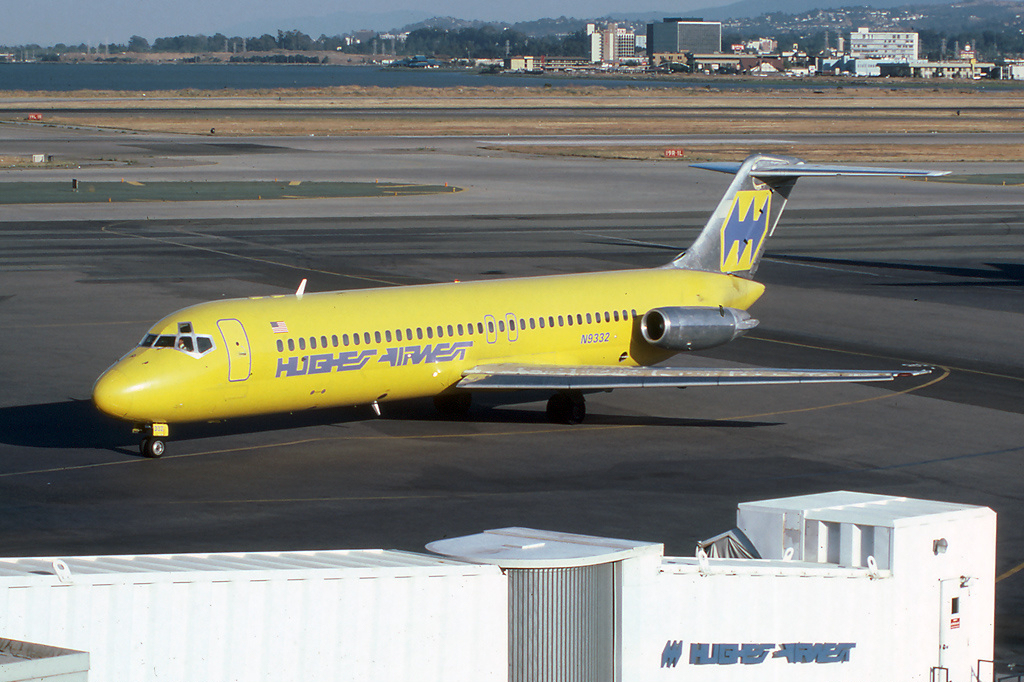

휴즈 에어웨스트(영어: Hughes Airwest)는 하워드 휴즈가 설립한 항공 운수 회사이다. 원래의 이름은 에어웨스트였으나, 하워드 휴즈가 사들인 뒤로 휴즈 에어웨스트가 되었다. 현재는 사라졌다.

## 사건 및 사고
- 군용기와 DC-9가 충돌한 사고. 군용기 1명 생존, DC-9 전원 사망하였다.

## 같이 보기
- 미국의 없어진 항공사 목록